# Зависть богов
«За́висть бого́в» — российский кинофильм, драма, снятая Владимиром Меньшовым и ставшая его последней режиссёрской работой.

## Сюжет
Действие фильма происходит в августе — сентябре 1983 года в Москве в обстановке обострения холодной войны на фоне реальных событий того времени (среди которых — война в Афганистане, инцидент с южнокорейским «Боингом» и др.). Главная героиня картины — Соня, редактор на телевидении; у неё есть сын Саша, выпускник школы, и муж Сергей, вполне преуспевающий советский писатель. Однажды к ним в гости приезжает француз Бернард, с которым Сергей познакомился во время работы над книгой о движении Сопротивления в сопровождении переводчика — француза русского происхождения по имени Андрэ. У Андрэ в Париже тоже есть семья, однако эта встреча перевернула их жизни (просмотр фильма «Последнее танго в Париже»). Андрэ влюбляется в Соню с первого взгляда и настойчиво ищет новой встречи с ней. Соня — верная жена, воспитанная в советских традициях целомудрия — поначалу уклоняется от любовных встреч, тем более, что сотрудникам советского телевидения не позволены несанкционированные контакты с иностранцами, но Андрэ всё-таки добивается своего, и Соней тоже овладевает бурная страсть. Она открывает для себя такие сильные женские любовные чувства, о возможности которых и не подозревала. Несколько дней своей жизни Соня и Андрэ абсолютно счастливы, но вскоре они вынуждены расстаться, потому что их страны принадлежат к разным мирам, разделённые железным занавесом.
Андрэ высылают из СССР за публикацию острой статьи об инциденте с южнокорейским «Боингом». Соня тяжело переживает расставание. Она решает покончить жизнь самоубийством, бросившись под поезд. Её спасают женщины-стрелочницы и уводят с путей. В финальной сцене Соня представляет себе, как страстно танцует танго с Андрэ.

## В ролях
| Актёр               | Роль                                         |
| ------------------- | -------------------------------------------- |
| Вера Алентова       | Соня Аниканова                               |
| Анатолий Лобоцкий   | Андрэ                                        |
| Александр Феклистов | Сергей Юрьевич Аниканов (писатель, муж Сони) |
| Александр Ворошило  | Владислав Андреевич Крапивин (сотрудник КГБ) |
| Владлен Давыдов     | Владимир Никифорович отец Сони               |
| Жерар Депардьё      | Бернард                                      |
| Марина Дюжева       | Наташа (подруга Сони)                        |
| Людмила Иванова     | Нина Ивановна Аниканова свекровь Сони        |
| Юрий Колокольников  | Саша сын Сони                                |
| Виктор Павлов       | Вилен                                        |
| Ирина Скобцева      | мать Сони                                    |
| Леонид Трушкин      | Вадим политический обозреватель              |
| Лариса Удовиченко   | Ирина                                        |
| Валерий Прохоров    | водитель грузовика                           |
| Владимир Ерёмин     | Игорь муж Наташи                             |
| Игорь Кириллов      | камео                                        |
| Анна Шатилова       | камео                                        |
| Наталья Хорохорина  | администратор кинотеатра                     |
| Валентина Ушакова   | железнодорожница                             |
| Нина Агапова        | Калерия                                      |
| Инна Кара-Моско     | эпизод                                       |
| Елена Королёва      | эпизод                                       |
| Татьяна Паркина     | переводчица на телевидении                   |
| Владимир Меньшов    | эпизод                                       |

## Съёмочная группа
- Авторы сценария — Марина Мареева и Владимир Меньшов
- Режиссёр — Владимир Меньшов
- Оператор — Вадим Алисов
- Художник — Валерий Филиппов
- Художник по костюмам — Наталья Дзюбенко
- Композитор — Виктор Лебедев
- Каскадёры — Валерий Деркач, Вячеслав Ушанов

## Саундтрек
Издан в 2000 году под названием «Музыка Виктора Лебедева к кинофильму Владимира Меньшова „Зависть богов“. Танго». Содержание:
1. The Long Tango;
2. Meadows;
3. The Dream No.1;
4. The Date;
5. The Catastrophy No.1;
6. Loneliness;
7. Tango `Beret` by J.Menshova;
8. Thinking about the Past No.1;
9. The Catastrophy No.2;
10. Thinking about the Past No.2;
11. Saying Good-bye;
12. Finale.

В 2000 году фильм номинировался на национальную ежегодную кинопремию кинокритики и кино-прессы России «Золотой Овен» (категория «лучшая музыка к фильму»).
В фильме прозвучал ряд песен советских исполнителей. В фильме звучит песня «Лаванда» Софии Ротару, появившаяся тремя годами позже, чем происходит действие фильма, а также композиция «Ещё не вечер» Лаймы Вайкуле, записанная в 1987 году. Также герои в кинотеатре смотрят фильм В. Меньшова «Любовь и голуби», который выйдет на экраны только в следующем 1984 году.